# 내털리 프레스
내털리 프레스(Natalie Press, 1980년 8월 15일 ~ )는 잉글랜드의 배우이다.

## 출연 작품
- 더 룰스 포 에브리씽 (2017)
- 서프레제트 (영화) (2015)
- 일 매너스 (2012)
- 당나귀 (2010)
- 나이프 엣지 (2009)
- 목마른 자들의 진혼곡 (2009)
- 카스 (2008)
- 피프티 데드 멘 워킹 (2008)
- 인세퍼러블 (2007)
- 미스터 하비 라이츠 어 캔들 (2005)
- 황폐한 집 (2005)
- 라이 위드 미 (2004)
- 사랑이 찾아온 여름 (2004)